# Helga Herresthal
Helga Herresthal (* unbekannt) ist eine deutsche Tischtennisspielerin. Sie nahm für das Saarland an zwei Weltmeisterschaften teil.

## Werdegang
Herresthal gehörte in den 1950er Jahren zu den besten Tischtennisspielerinnen des Saarlandes. Sie begann 1942 ihre Karriere beim Verein Reichsbahn SG und gehörte später dem SV Saar 05 Saarbrücken, SV Rockershausen. und Post SV Saarbrücken an. Bei den Meisterschaften des Saarlandes gewann sie fünf Mal einen Titel: 1954 und 1955 im Einzel, 1953 und 1954 im Doppel mit Helga Naumann sowie 1953 im Mixed mit Werner Weiß.
Zweimal wurde sie für Länderspiele nominiert, 1950 gegen Indien und 1954 gegen Belgien.
Zweimal vertrat sie das Saarland bei Weltmeisterschaften: 1954 in London und 1955 in Utrecht. Dabei kam sie nicht in die Nähe von Medaillenrängen. 1954 verlor sie im Einzel gegen Coby Van Megen (Niederlande) und im Doppel mit Helga Naumann gegen Josee Wouters / Mary Detournay (Belgien). Im Mixed scheiterte sie in der Qualifikationsrunde. Auch 1955 gelang kein Sieg. Nach Freilos schied sie im Einzel in der zweiten Runde gegen Monique Jaquet (Schweiz) aus. Im Doppel mit John Urek (Jugoslawien) unterlag sie nach Freilos Birgitta Tegner/Simone Tarlet (Schweden/Frankreich). Das Mixed mit Werner Weiß scheiterte an John Somael/Pauline Robinson (USA).

## Turnierergebnisse
| Verband | Veranstaltung     | Jahr | Ort     | Land | Einzel     | Doppel    | Mixed      | Team |
| ------- | ----------------- | ---- | ------- | ---- | ---------- | --------- | ---------- | ---- |
| SAA     | Weltmeisterschaft | 1955 | Utrecht | NED  | letzte 64  | letzte 32 | letzte 128 | 16?  |
| SAA     | Weltmeisterschaft | 1954 | Wembley | ENG  | letzte 128 | letzte 64 | Qual       | 19   |